# Mount Brown Conservation Park
Mount Brown Conservation Park är en park i Australien. Den ligger i delstaten South Australia, omkring 280 kilometer norr om delstatshuvudstaden Adelaide.
Trakten runt Mount Brown Conservation Park är nära nog obefolkad, med mindre än två invånare per kvadratkilometer.. Närmaste större samhälle är Quorn, omkring 16 kilometer norr om Mount Brown Conservation Park.
Omgivningarna runt Mount Brown Conservation Park är i huvudsak ett öppet busklandskap. Genomsnittlig årsnederbörd är 407 millimeter. Den regnigaste månaden är maj, med i genomsnitt 62 mm nederbörd, och den torraste är oktober, med 9 mm nederbörd.